# Zhang Chengdong
Zhang Chengdong (en chino  tradicional: 張呈棟; en chino simplificado: 张呈栋; pinyin: Zhāng Chéngdòng; Baoding, Hebei, 9 de febrero de 1989) es un futbolista chino que juega en la demarcación de extremo derecho para el Hebei China Fortune Football Club de la Superliga China.

## Trayectoria
Empezó a formarse como futbolista en clubes como el AC Milan en 2004, tras ser considerado como una futura promesa. Tras estar un año entrenando con el club italiano, volvió a su país natal para terminar de formarse en el Liaoning Whowin, con quien hizo su debut profesional el 21 de mayo de 2006 contra el Shandong Luneng. Tras dos años en el club, y un contrato que no le mejoraba la ficha que él pedía, se marchó al CD Mafra de Portugal el 23 de septiembre de 2009. Se integró rápidamente en el equipo, aunque no fue hasta un triplete que le endosó al Sporting de Lisboa en la Taça de Portugal de 2010, cuando se le empezó a notar dentro del club. En julio de 2010 se marchó en calidad de cedido al União Leiria, debutando el 16 de agosto tras ser sustituido en un partido contra el Beira-Mar, convirtiéndose en el primer chino en lugar en la primera división de la liga portuguesa. Posteriormente fue cedido al Beira-Mar y al Eintracht Brunswick alemán, hasta que finalmente el 22 de julio de 2013 se fue traspasado al Beijing Guoan, haciendo su debut el 25 de agosto en un partido contra el Dalian Aerbin que acabó con victoria por 4-0. Su primer gol con el club lo marcó el 17 de mayo del año siguiente en un encuentro contra el Shanghai Shenxin. 
El 21 de julio de 2015 se anunció su marcha en calidad de cedido al Rayo Vallecano de la Primera División de España, siendo así el primer jugador chino en jugar en la liga española.
El 14 de enero de 2017, el Hebei China Fortune hace oficial la llegada del jugador al equipo que entrena Manuel Pellegrini. Los 20 millones de euros pagados al Beijing Guoan convierten a 'Dudú' en el fichaje más caro de la historia de la Superliga china. En lo que se llevaba de mercado invernal en materia de fichajes, el ex del Rayo Vallecano, primer futbolista chino en haber jugado en LaLiga, era el quinto jugador por el que más se pagó.

## Selección nacional
Hizo su debut con la selección de fútbol de China el 3 de marzo de 2010 tras la convocatoria del seleccionador Gao Hongbo en un partido amistoso contra Portugal que finalizó con una derrota por 2-0. Además disputó la clasificación para la Copa Mundial de Fútbol de 2014 así como la clasificación para la Copa Mundial de Fútbol de 2018. También jugó la Copa Asiática 2015, llegando a los cuartos de final.

## Clubes
| Club                              | País     | Año         | Partidos | Goles |
| --------------------------------- | -------- | ----------- | -------- | ----- |
| Liaoning FC                       | China    | 2006 - 2008 | 9        | 0     |
| CD Mafra                          | Portugal | 2009 - 2010 | 29       | 7     |
| UD Leiria (cedido)                | Portugal | 2010 - 2011 | 14       | 2     |
| SC Beira-Mar (cedido)             | Portugal | 2011 - 2012 | 26       | 6     |
| Eintracht Brunswick (cedido)      | Alemania | 2012 - 2013 | 12       | 0     |
| Beijing Guoan FC                  | China    | 2013 - 2015 | 40       | 1     |
| Rayo Vallecano (cedido)           | España   | 2015 - 2016 | 4        | 0     |
| Beijing Guoan FC                  | China    | 2016        | 22       | 0     |
| Hebei China Fortune Football Club | China    | 2017 -      | 51       | 7     |